# Endesa
Endesa è la più grande società di energia elettrica in Spagna, la cui attività è prevalentemente concentrata sul mercato iberico. Il suo Amministratore Delegato è José Bogas. Nel 2015 conta 11.000 dipendenti, ha distribuito energia a circa 11,2 milioni di clienti e ha avuto un fatturato di circa 21 miliardi di euro con una capacità di generazione lorda di oltre 21 GW ed una produzione pari a quasi 19 TWh da energia nucleare, combustibili fossili ed impianti idroelettrici.

## Storia

### Primi anni (1944-1955)
La società è stata fondata nel 1944 con il nome di “Empresa Nacional de Electricidad”, quando il consiglio di amministrazione dell'INI (Instituto National de Industria) ha proposto al governo spagnolo di creare questa azienda con lo scopo di avviare la costruzione della centrale termica di Ponferrada.
Il 18 novembre 1944 si è insediato il consiglio di amministrazione di Endesa che ha nominato Esteban Terradas Ylla presidente.
Inizialmente l'attività di Endesa si è concentrata sull'installazione della centrale termica di Compostilla, a Ponferrada, entrata in funzione nel 1949, con una potenza totale di 167.000 kW. La centrale di Compostilla ha funzionato come centrale di riserva del sistema elettrico e ha contribuito tramite la sua produzione a colmare l'insufficienza di fornitura elettrica sul territorio. Successivamente Endesa è intervenuta nelle zone con problemi di fornitura elettrica installando nel territorio altre piccole centrali mobili.
Nel 1951 Luis Saez de Ibarra viene nominato presidente.

### L'età della crescita e del consolidamento (1956-1987)
A conferma del ruolo di azienda produttrice di energia elettrica in Spagna, Endesa ha avviato nel 1961 la centrale termoelettrica di Compostilla II e le centrali idroelettriche di Cornatel e Quereno.
Nel 1971 Endesa si è fusa con la società spagnola Hidroelèctrica de Galicia. Nel 1972, il consiglio dei Ministri ha approvato un piano di ristrutturazione della “Empresa Nacional Calvo Sotelo” ed ha autorizzato il trasferimento delle sue installazioni elettriche ad Endesa. Negli stessi anni Endesa ha costruito le centrali termoelettriche di Puentes e Andorra e ha ampliato la centrale di Compostilla.
Nel 1972 Antonio Linares Sanchez è stato nominato presidente.
Nel 1974 è stato firmato un contratto con il Gruppo di Imprese Elettriche per la vendita totale dell'energia prodotta da Endesa, rinnovato successivamente nel 1980 e che è restato vigente fino all'entrata in vigore del regime tariffario conosciuto come Marco Legal Estable (Quadro Giuridico Stabile).
Nel 1979 Pedro Jose Lopez Jimenez viene nominato presidente.
Nel 1980 Endesa è diventata la prima impresa produttrice di energia elettrica in Spagna, con una produzione di 18.694 GWh pari al 16,8% del totale nazionale, e nel 1983 è stato creato il Gruppo Endesa, a seguito dell'acquisizione delle partecipazioni dell'INI in altre compagnie elettriche spagnole quali Enher, Gesa, Unelco, Encasur ed ERZ.
Nel 1984 Feliciano Fuster viene nominato presidente del gruppo. Nel 1985 Endesa è entrata nella produzione dell'energia nucleare con l'acquisto di una partecipazione del 40% nella centrale nucleare di Ascó e del 72% in quella di Vandellòs.

### Privatizzazione ed espansione del gruppo (1988-2006)
Nel 1988 il governo ha iniziato la privatizzazione di Endesa, riducendo la sua partecipazione al 75% tramite un'offerta pubblica di vendita. Nello stesso anno le azioni della società vengono scambiate per la prima volta alla borsa di New York.
A partire dagli anni 90 il gruppo si è espanso ulteriormente con l'acquisto di azioni di società elettriche tra cui:
- Nel 1991 Electra de Viesgo (87%), Fecsa (40%), Sevillana de Electricidad (33%) e Nansa (25%).[11]
- Nel 1992 Carboex (62%).[11]
- Nel 1993 Hydroelectrica de Cataluna (55%).[11]

Nel 1994 la partecipazione dello stato si riduce al 66.89%.
A seguito della vittoria del Partito Popolare alle elezioni del 1996, il governo spagnolo ha avviato la liberalizzazione del mercato elettrico con l'annuncio della conseguente privatizzazione totale di Endesa.
Nel 1997 Rodolfo Martin Villa viene nominato presidente del gruppo e Feliciano Fuster viene nominato Presidente onorario.
Lo stato spagnolo ha ridotto ulteriormente la sua partecipazione nella società vendendo il 25% delle azioni con un'offerta pubblica di vendita, riducendo la sua quota al 50%. Tra il 1997 e il 1998 Endesa ha acquisito il 64% di Enersis diventando azionista di controllo della compagnia.
Nel 1997 il gruppo ha cambiato denominazione in Endesa S.A.
Nel 1998 è stata ultimata la privatizzazione di Endesa con la vendita di un ulteriore 33% ed il nuovo consiglio di amministrazione ha nominato Rodolfo Martin Villa come presidente, Rafael Miranda amministratore delegato e Manuel Pizarro Moreno vicepresidente.
Durante questi anni Endesa ha avviato un processo di riordino societario effettuando una distinzione tra attività di generazione, distribuzione e vendita di energia elettrica e creando nuove società collegate come Endesa Generacion, Endesa Distribucion ed Endesa Energia.
Nel 2000 le azioni di Endesa sono state quotate per la prima volta alla borsa di Santiago del Cile.
Nel 2002 il consiglio di amministrazione ha disposto la creazione del "Customer Ombudsman", figura indipendente dalla gestione dell'impresa, creata al fine di creare un ulteriore canale di assistenza tra società e clienti.
Nel 2003 il consiglio di amministrazione ha approvato il codice di comportamento nei mercati finanziari.
Nel 2004 ha acquisito il controllo della SNET (Société Nationale d'Electricité et de Thermique), azienda francese produttrice e distributrice di energia elettrica, detenendo il 65% delle azioni.

### L'acquisizione da parte di Enel (2006-presente)
Nel 2006 la società spagnola Acciona ha acquisito il 10% di Endesa.
Nel 2007 Enel ha acquisito il 9,9% di Endesa, affermando di detenere in via diretta ed indiretta il 24.9% del capitale.
Nello stesso anno la società tedesca E.On lancia un'offerta pubblica di acquisto su Endesa alla quale ha rinunciato nello stesso anno dopo aver raggiunto un accordo con Enel ed Acciona, conseguentemente al lancio di un'offerta pubblica da parte delle ultime, che prevedeva in cambio, in caso di ritiro dell'offerta da parte di E.On, la cessione a quest'ultima di alcuni asset strategici in Spagna, Italia e Francia del valore pari a 10 miliardi di euro.
Nel 2009 Enel è giunta al pieno controllo di Endesa con una partecipazione pari al 92% grazie all'accordo raggiunto con Acciona in base al quale quest'ultima ha ceduto ad Enel il totale delle azioni detenute in cambio di alcuni asset operativi eolici ed idroelettrici per un valore di 2,9 miliardi di euro. Nel primo consiglio di amministrazione sono stati eletti Borja Prado Eulate presidente e Jorge Vega-Penichet Lopez amministratore delegato.
Nel 2010 i consigli di amministrazione di Endesa ed Enel hanno approvato l'operazione di integrazione delle attività di Endesa ed Enel Green Power nel settore delle energie rinnovabili di Spagna e Portogallo.
Nel 2011 Endesa ha raggiunto i 25 milioni di consumatori nel mercato elettrico.
Nel 2011 viene fondata Enel Green Power España (EGPE), società che opera nel settore delle energie rinnovabili e di cui sono azionisti Enel (60%) ed Endesa (40%). La società è stata costituita a seguito dell'acquisto da parte di Enel Green Power dell'azienda spagnola Endesa Cogeneracion y Renovables, società del gruppo Endesa che era operante nel settore delle energie rinnovabili.
Nel 2014 Endesa ha ceduto il 60,62% di Enersis a Enel Energy Europe, società controllata di Enel. Sempre nel 2014 Enel ha ceduto il 22% delle sue azioni in Endesa, riducendo la sua partecipazione dal 92% al 70%.

## Attività
Le attività di produzione, distribuzione di energia elettrica e gas sono concentrate in Spagna, Portogallo, Marocco. Nel 2015 ha prodotto energia elettrica per un totale di 18.019 GWh con una capacità installata totale pari a 21.713 MW. È il secondo produttore di energia elettrica in Portogallo con una capacità installata pari a 1.479 MW tramite l'utilizzo di centrali elettriche, termiche, nucleari, idroelettriche e a ciclo combinato.
Endesa è presente in Marocco tramite una partecipazione azionaria del 32% in Electrique de Tahaddart, azienda francese che è proprietaria di una centrale a ciclo combinato situata a Tahaddart con una capacità installata di 384 MW e la cui produzione totale nel 2014 è stata pari a 2,5 TWh (di cui 801 GWh rappresentano la quota di Endesa).
| Paese               | Capacità netta installata Endesa (2015) | Energia prodotta da Endesa nel Paese (2014) | Percentuale di energia prodotta da Endesa sul totale | Energia totale prodotta nel paese (2014) |
| ------------------- | --------------------------------------- | ------------------------------------------- | ---------------------------------------------------- | ---------------------------------------- |
| Spagna e Portogallo | 21.713 MW                               | 51,7 TWh (include Enersis)                  | 15,8 %                                               | 327 TWh                                  |
| Marocco             | 384 MW                                  | 0,8 TWh                                     | 3,8 %                                                | 21 TWh                                   |

## Affari Societari

### Consiglio di amministrazione
| Presidente              | Juan Sánchez-Calero Guilarte nomina avvenuta nel marzo 2019       |
| Vice Presidente         | Flavio Cattaneo nomina avvenuta nel maggio 2023                   |
| Amministratore Delegato | José D. Bogas Gálvez nomina avvenuta nell'ottobre 2014            |
| Consigliere             | Gianni Vittorio Armani                                            |
| Consigliere             | Stefano de Angelis                                                |
| Consigliere             | Eugenia Bieto Caubet                                              |
| Consigliere             | Ignacio Garralda Ruíz de Velasco nomina avvenuta nell'aprile 2015 |
| Consigliere             | Pilar González de Frutos                                          |
| Consigliere             | Francesca Gostinelli                                              |
| Consigliere             | Alicia Koplowitz y Romero de Juseu                                |
| Consigliere             | Francisco de Lacerda nomina avvenuta nell'aprile 2015             |
| Consigliere             | Cristina de Parias Halcón                                         |
| Segretario              | Borja Acha Besga nomina avvenuta nell'agosto 2015                 |

### Storico dei presidenti
| Presidente                    | Durata in carica |
| ----------------------------- | ---------------- |
| Esteban Terradas Ylla         | 1944-1951        |
| Luis Saez de Ibarra           | 1951-1972        |
| Antonio Linares Sanchez       | 1972-1979        |
| Pedro Jose Lopez Jimenez      | 1979-1982        |
| Julio Calleja Gonzalez-Camino | 1982-1984        |
| Feliciano Fuster              | 1984-1997        |
| Rodolfo Martin Villa          | 1997-2002        |
| Manuel Pizarro Moreno         | 2002-2007        |
| Josè Manuel Entrecanales      | 2007-2009        |
| Borja Prado Eulate            | 2009-2019        |
| Juan Sánchez-Calero Guilarte  | 2019-presente    |

## Fonti
- CNMV.ES.
- https://web.archive.org/web/20090615082044/http://www.enel.it/attivita/novita_eventi/archivio_novita/endesa_febbraio09/
- https://web.archive.org/web/20090302105145/http://www.clickutility.it/italian/news.php?idnews=3472
- http://www.ilsole24ore.com/art/SoleOnLine4/Finanza%20e%20Mercati/2009/02/enel-endesa-saga.shtml?uuid=5f6d2472-01b1-11de-89ed-8ebb1d7fcff6&DocRulesView=Libero